# PB-111

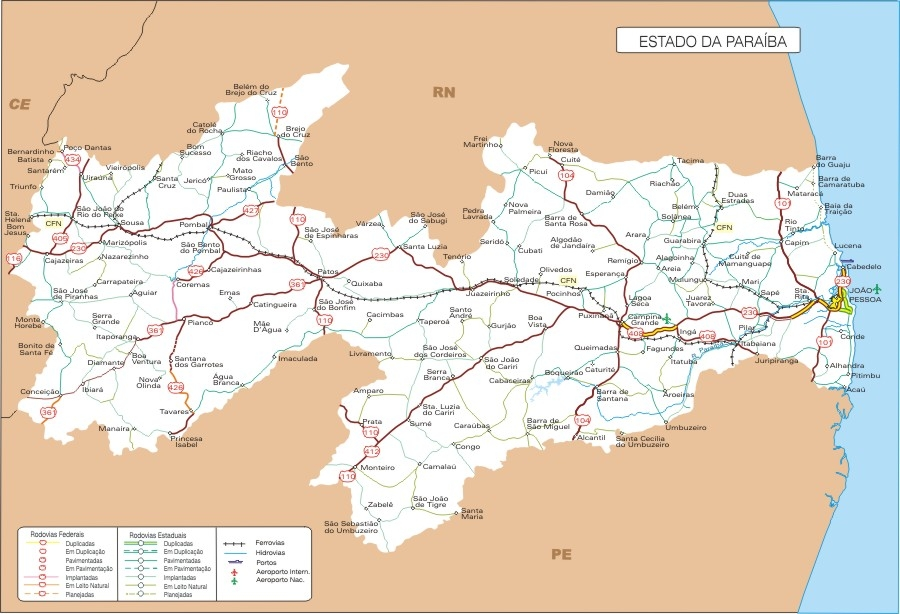
Mapa Rodoviário da Paraíba

A PB-111 é uma rodovia brasileira do estado da Paraíba.
A rodovia começa na divisa com o estado do Rio Grande do Norte, no município de Tacima, e cruza as cidades de Riachão, Araruna e Cacimba de Dentro, conectando-se à PB-105 no município de Solânea. A PB-111 tem um tráfego diário de 654 veículos e beneficia uma população total de 94.447 habitantes nos municípios.
Em 2014, a rodovia passou por uma renovação, incluindo recapeamento e nova sinalização. A obra teve como objetivo promover o desenvolvimento sócioeconômico, modernizar e ampliar a infraestrutura rodoviária, integrar as sedes dos municípios à malha rodoviária pavimentada, facilitar o escoamento da produção econômica da região, melhorar a qualidade de vida da população local e oferecer conforto e segurança aos usuários da rodovia.